# Natalyïta
La natalyïta és un mineral silicat del subgrup dels clinopiroxens. El seu nom és en honor de Nataliya Vasil'evna Frolova, geòloga de la Universitat d'Irkutsk, a Rússia. Va ser acceptat per la IMA l'any 1984.
El mineral va ésser trobat a la pedrera de marbre de Pereval, Sludyanka, Oblast d'Irkutskaya, Districte Federal de l'Extrem Orient, Rússia, a prop del llac Baikal; aquest punt es considera, per tant, la seva localitat tipus.